# 特徴統合理論
特徴統合理論は、人間の視覚的注意についての心理学的モデルで、トリーズマンとゲラードにより1980年代初頭に発表され、大きな影響力を持った。トリーズマンによれば、視覚情報処理の初期段階でいくつかの単純な視覚的特徴が処理され、複数の特徴マップ(feature maps)として表象される。その後、顕著性マップ(saliency map)として統合を受け、興味の対象となる領域へ注意を向けるためにアクセスされる。
トリーズマンは2種類の視覚探索課題を区別した；特徴探索(feature search)と結合探索(conjunction search)である。特徴探索は、初期的(primitive)な特徴で定義されるターゲットを、高速かつ前注意的に探索する過程である。結合探索は、初期的な特徴の結合によって定義されるターゲットの探索で、逐次的に行われる。結合探索はより低速であり、意識的な注意を必要とする。トリーズマンはいくつもの実験を行い、色、方位、輝度などは初期的な特徴であり、特徴探索が可能であることを結論した。
顕著性マップは初期の視覚領野(e.g.第一次視覚野(V1))に存在すると考えられることもあるが、論争の対象となっている。ジェレミー・ウォルフの誘導探索モデルは、特徴統合理論と類似するところが多い。

## 文献
- Treisman, A., “Features and objects: the fourteenth Bartlett Memorial Lecture”. Quarterly Journal of Experimental Psychology, 40A, 201-236, 1988
- Treisman, A. M.  and Gelade, G., “A feature-integration theory of attention”, Cognitive Psychology, Vol. 12, No. 1, pp. 97-136, 1980
- Treisman, Anne M., and Nancy G.Kanwisher, "Perceiving visually presented objects: recognition, awareness, and modularity," Current Opinion in Neurobiology, 8 (1998), pp 218-226